# Євреї Оберландера
Євреї Оберландера (їд. אויבערלאנד, транслітерація ойберланд, що означає «нагір'я; високогірна місцевість»; івр. גליל עליון, транслітерація Galil E'lion (Галиль Ельон), «верхня провінція») — євреї, які жили в північно-західних регіонах історичного Королівства Угорщини, в даний час це західна Словаччина і східна федеральна земля в Австрії Бургенланд. У цьому контексті «нагір'я» — це угорсько-єврейський історіографічний термін, який не відноситься до історичної території Верхньої Угорщини яку називали «нагір'я». Він бере початок в схемі імміграції євреїв в Угорщину в XIII столітті. Ті, хто прибували з Австрії та Моравії, селилися в прилеглих північно-західних областях Угорщини, поступово посідали далі; проте широка смуга в центрі північної частини Угорщини залишалася закритою для євреїв аж до 1840 року, коли заборони на регіони проживання були зняті. Таким чином, розмежувальна лінія відокремлювала євреїв з австрійським і моравським корінням від галицьких євреїв, які іммігрували в північно-східні області Угорщини. Тих, хто жив на захід від неї, стали називати «Оберландер» (ті, хто живе у верхній, гористій частині), а галицьких євреїв, відповідно, стали називати «антерландер», що означає «жителі низовини».